# Collocalia natalis
Espèce
Collocalia natalis est une espèce d'oiseaux de la famille des Apodidae.

## Répartition
Cette espèce est endémique de l'île Christmas.

## Systématique et taxinomie
Cette espèce jusqu'en 2017 était considérée comme une sous-espèce de Collocalia esculenta.

## Publication originale
- Lister, 1889 : On the Natural History of Christmas Island, in the Indian Ocean. Proceedings of the Zoological Society, vol. 1888, p. 512-531 (texte intégral).